# Bird Rock (Tasmanien)
Bird Rock ist eine Granitinsel mit einer Fläche von ungefähr einer Hektar. Sie ist Teil der Waterhouse-Island-Gruppe vor der Nordostküste von Tasmanien.

## Fauna
Zu den dort brütenden Meeresvögeln gehören der Zwergpinguin, der Lummensturmvogel, die Dickschnabelmöwe und die Raubseeschwalbe.